# Tiger Joe
Tiger Joe ist ein von Jean-Michel Charlier und Victor Hubinon geschaffener frankobelgischer Comic.  

## Handlung
Tiger Joe ist ein Großwildjäger im kolonialisierten Schwarzafrika, der von reichen Europäern für Safaris angeheuert wird. Er erhält den Auftrag nach einem Verschollenen zu suchen und findet den legendären Elefantenfriedhof. Später hat er es mit geheimnisvollen Leopardenmenschen zu tun und muss sich mit Verbrecherbanden und Schmugglern herumschlagen.

## Hintergrund
Jean-Michel Charlier schrieb die Abenteuerserie. Die Zeichnungen stammten von Victor Hubinon. Zwischen 1958 und 1961 schrieb Greg weitere sieben Episoden für Gérald Forton. Die letzte Geschichte wurde von Jean Pleyers gezeichnet, der eine Idee von André-Paul Duchâteau umsetzte. Die Veröffentlichung begann in La Libre Belgique und wurde in der Jugendbeilage La Libre Junior fortgesetzt. Einige Episoden erschienen in Albenform. Im deutschen Sprachraum gab Boiselle & Löhmann und comicplus+ die ersten drei Geschichten heraus. Die Serie wurde Jahre später mit Johnny Congo indirekt wiederaufgenommen.

## Geschichten
- Tiger Joe (La Libre Belgique/La Libre Junior, 1950/1950–1951, 45 Seiten)
- La piste de l’ivoire (La Libre Junior, 1951–1952, 45 Seiten)
- Le mystère des hommes-léopards (La Libre Junior, 1952–1953, 46 Seiten)
- Safari vers l’interdit (La Libre Junior, 1958, 22 Seiten)
- Menace sur le Gopal (La Libre Junior, 1958–1959, 22 Seiten)
- Le tigre aux dents de sabre (La Libre Junior, 1959, 22 Seiten)
- Les pirates du Bengale (La Libre Junior, 1959–1960, 22 Seiten)
- Les requins du Djaccao (La Libre Junior, 1960, 22 Seiten)
- La loi de cobra (La Libre Junior, 1960–1961, 22 Seiten)
- Le dragon de feu (La Libre Junior, 1961, 22 Seiten)
- Safari pour espions (La Libre Junior, 1967, 22 Seiten)